# Andrzej Niedzielan
Andrzej Zbigniew Niedzielan (ur. 27 lutego 1979 w Żarach) – polski piłkarz, wychowanek Promienia Żary.

## Kariera juniorska
Karierę juniorską, Niedzielan rozpoczął w wieku jedenastu lat w lokalnym klubie Promień Żary, w którym to grał do 1997 roku.

## Kariera seniorska

### 1997–2001
Karierę klubową seniorską, Niedzielan rozpoczął w 1997 roku, w trzecioligowym klubie Promień Żary. W następnym sezonie reprezentował Zagłębie Lubin. W najwyższym poziomie klubowych rozgrywek w Polsce, zadebiutował 23 września 1998 roku, w meczu Zagłębia przeciwko Ruchowi Chorzów. Niedzielan wszedł z ławki rezerwowych w 76. minucie, a jego klub przegrał 0–2. W meczu 11. kolejki, Niedzielan ponownie wszedł z ławki rezerwowych (w 74. minucie). Pięć minut później, strzelił pierwszego gola w Ekstraklasie, a w 89. minucie strzelił następnego, dzięki czemu Zagłębie pokonało Stomil Olsztyn 3–1. W trakcie całego sezonu, Niedzielan zawsze wchodził z ławki rezerwowych. Łącznie wystąpił w ośmiu meczach, w których strzelił trzy gole.
W sezonie 1999/2000, Niedzielan reprezentował klub Odra Opole. W całym sezonie strzelił trzy gole, występując w 22 meczach. W rundzie jesiennej sezonu następnego, przeniósł się do Zagłębia Lubin, jednak nie wystąpił w żadnym meczu. W rundzie wiosennej, grał na wypożyczeniu w drugoligowym klubie z Głogowa. Wystąpiwszy w 16 meczach, strzelił pięć goli.

### 2001–2003
W rundzie jesiennej sezonu 2001–2002, Niedzielan ponownie reprezentował Zagłębie Lubin. W siedmiu spotkaniach, zdobył jedną bramkę (w meczu przeciwko Górnikowi Zabrze). Jednak w rundzie wiosennej reprezentował Górnik Zabrze, w którym to strzelił trzy gole (w ośmiu meczach).
W następnym sezonie Niedzielan reprezentował Górnika już tylko w rundzie jesiennej. W 14 meczach, zdobył aż 15 goli. W rundzie wiosennej, przeniósł się do Dyskobolii, w której to strzelił 6 goli (wystąpiwszy w 14 meczach). Łącznie, w tamtym sezonie zdobył 21 goli, a dzięki temu był jednym z najskuteczniejszych zawodników ligi.
W rundzie jesiennej sezonu 2003/2004 rozegrał 12 spotkań w barwach Dyskobolii, w której strzelił 4 gole.

### 2004–2007
W rundzie wiosennej Niedzielan reprezentował holenderski klub NEC Nijmegen, z którym był związany do sezonu 2006/2007. Przez cały ten okres, polski piłkarz zdobył 20 goli, występując w 87 meczach.

### Od 2007
W dwóch następnych sezonach piłkarz był związany z Wisłą Kraków, z którą dwukrotnie zdobył tytuł Mistrza Polski. Łącznie reprezentował ten klub w 24 meczach, strzelając tylko jednego gola (zdobył go 10 sierpnia 2007 roku w meczu przeciwko Koronie, który Wisła wygrała 4–0).
W sezonie 2009/2010 reprezentował barwy Ruchu Chorzów. Wystąpiwszy w 18 meczach, Niedzielan strzelił 7 goli. Jednak 6 marca 2010 roku w meczu przeciwko Zagłębiu Lubin, doznał kontuzji głowy, po starciu z Łukaszem Hanzelem.
W sezonie 2010/2011 reprezentował Koronę Kielce, w której strzelił 12 goli. W rundzie jesiennej sezonu 2011/2012 piłkarz ten grał w Cracovii. Wystąpił w 14 meczach, a jedynego gola w barwach tego klubu strzelił w meczu przeciwko Górnikowi Zabrze.
W latach 2012–2014 Niedzielan był zawodnikiem Ruchu Chorzów. 8 kwietnia 2014 rozwiązał kontrakt z klubem i zakończył karierę sportową.

## Życie prywatne
Niedzielan jest żonaty od 2005 roku. Razem z żoną Kamilą (która również pochodzi z Żar), mają troje dzieci: Zuzannę (ur. 3.12.2006), Zofię (ur. 8.03.2009) i Marię (ur. 10.12.2018). Na jego weselu, obecni byli także niektórzy piłkarze NEC Nijmegen.

## Statystyki klubowe
Stan na 11 czerwca.
| Sezon         | Klub                             | Liga        | Liczba meczów | Liczba bramek |
| ------------- | -------------------------------- | ----------- | ------------- | ------------- |
| 1998/1999     | Zagłębie Lubin                   | Ekstraklasa | 8             | 3             |
| 1999/2000     | → Odra Opole (wyp.)              | I Liga      | 22            | 3             |
| 2000/2001 (j) | Zagłębie Lubin                   | Ekstraklasa | 0             | 0             |
| 2000/2001 (w) | → Chrobry Głogów (wyp.)          | II Liga     | 16            | 5             |
| 2001/2002 (j) | Zagłębie Lubin                   | Ekstraklasa | 7             | 1             |
| 2001/2002 (w) | Górnik Zabrze                    | Ekstraklasa | 8             | 3             |
| 2002/2003 (j) | Górnik Zabrze                    | Ekstraklasa | 14            | 15            |
| 2002/2003 (w) | Dyskobolia Grodzisk Wielkopolski | Ekstraklasa | 14            | 6             |
| 2003/2004 (j) | Dyskobolia Grodzisk Wielkopolski | Ekstraklasa | 12            | 4             |
| 2003/2004 (w) | NEC Nijmegen                     | Eredivisie  | 11            | 3             |
| 2004/2005     | NEC Nijmegen                     | Eredivisie  | 27            | 5             |
| 2005/2006     | NEC Nijmegen                     | Eredivisie  | 27            | 10            |
| 2006/2007     | NEC Nijmegen                     | Eredivisie  | 22            | 2             |
| 2007/2008     | Wisła Kraków                     | Ekstraklasa | 8             | 1             |
| 2008/2009     | Wisła Kraków                     | Ekstraklasa | 16            | 0             |
| 2009/2010     | Ruch Chorzów                     | Ekstraklasa | 18            | 7             |
| 2010/2011     | Korona Kielce                    | Ekstraklasa | 25            | 12            |
| 2011/2012 (j) | Cracovia                         | Ekstraklasa | 14            | 1             |
| 2011/2012 (w) | Ruch Chorzów                     | Ekstraklasa | 5             | 0             |
| 2012/2013     | Ruch Chorzów                     | Ekstraklasa | 9             | 1             |

## Występy w reprezentacji Polski
Źródło: 90minut.pl.
| lp. | Data                 | Miejsce        | Przeciwnik          | Rezultat | Rozgrywki       | Grał   | Uwagi     |
| --- | -------------------- | -------------- | ------------------- | -------- | --------------- | ------ | --------- |
| 1.  | 20 listopada 2002    | Kopenhaga      | Dania               | 0–2      | towarzyski      | od 62' |           |
| 2.  | 14 lutego 2003       | Split          | Macedonia Północna  | 3–0      | towarzyski      | 90'    | Gol       |
| 3.  | 30 kwietnia 2003     | Bruksela       | Belgia              | 1–3      | towarzyski      | 90'    |           |
| 4.  | 11 października 2003 | Budapeszt      | Węgry               | 2–1      | elim. Euro 2004 | do 87' | Gol · Gol |
| 5.  | 12 listopada 2003    | Warszawa       | Włochy              | 3–1      | towarzyski      | do 80' |           |
| 6.  | 16 listopada 2003    | Płock          | Serbia i Czarnogóra | 4–3      | towarzyski      | do 45' | Gol       |
| 7.  | 11 grudnia 2003      | Ta’ Qali       | Malta               | 4–0      | towarzyski      | do 80' |           |
| 8.  | 14 grudnia 2003      | Ta’ Qali       | Litwa               | 3–1      | towarzyski      | od 46' |           |
| 9.  | 18 lutego 2004       | San Fernando   | Słowenia            | 2–0      | towarzyski      | od 46' | Gol       |
| 10. | 28 kwietnia 2004     | Bydgoszcz      | Irlandia            | 0–0      | towarzyski      | od 46' |           |
| 11. | 18 sierpnia 2004     | Poznań         | Dania               | 1–5      | towarzyski      | do 68' |           |
| 12. | 8 września 2004      | Chorzów        | Anglia              | 1–2      | elim. MŚ 2006   | od 69' |           |
| 13. | 26 marca 2005        | Warszawa       | Azerbejdżan         | 8–0      | elim. MŚ 2006   | od 68' |           |
| 14. | 29 maja 2005         | Szczecin       | Albania             | 1–0      | towarzyski      | od 46' |           |
| 15. | 4 czerwca 2005       | Baku           | Azerbejdżan         | 3–0      | elim. MŚ 2006   | od 57' |           |
| 16. | 17 sierpnia 2005     | Kijów          | Izrael              | 3–2      | towarzyski      | od 70' |           |
| 17. | 1 marca 2006         | Kaiserslautern | Stany Zjednoczone   | 0–1      | towarzyski      | od 63' |           |
| 18. | 9 października 2010  | Chicago        | Stany Zjednoczone   | 2–2      | towarzyski      | od 71' |           |
| 19. | 12 października 2010 | Montreal       | Ekwador             | 2–2      | towarzyski      | od 88' |           |